# 후안 루나

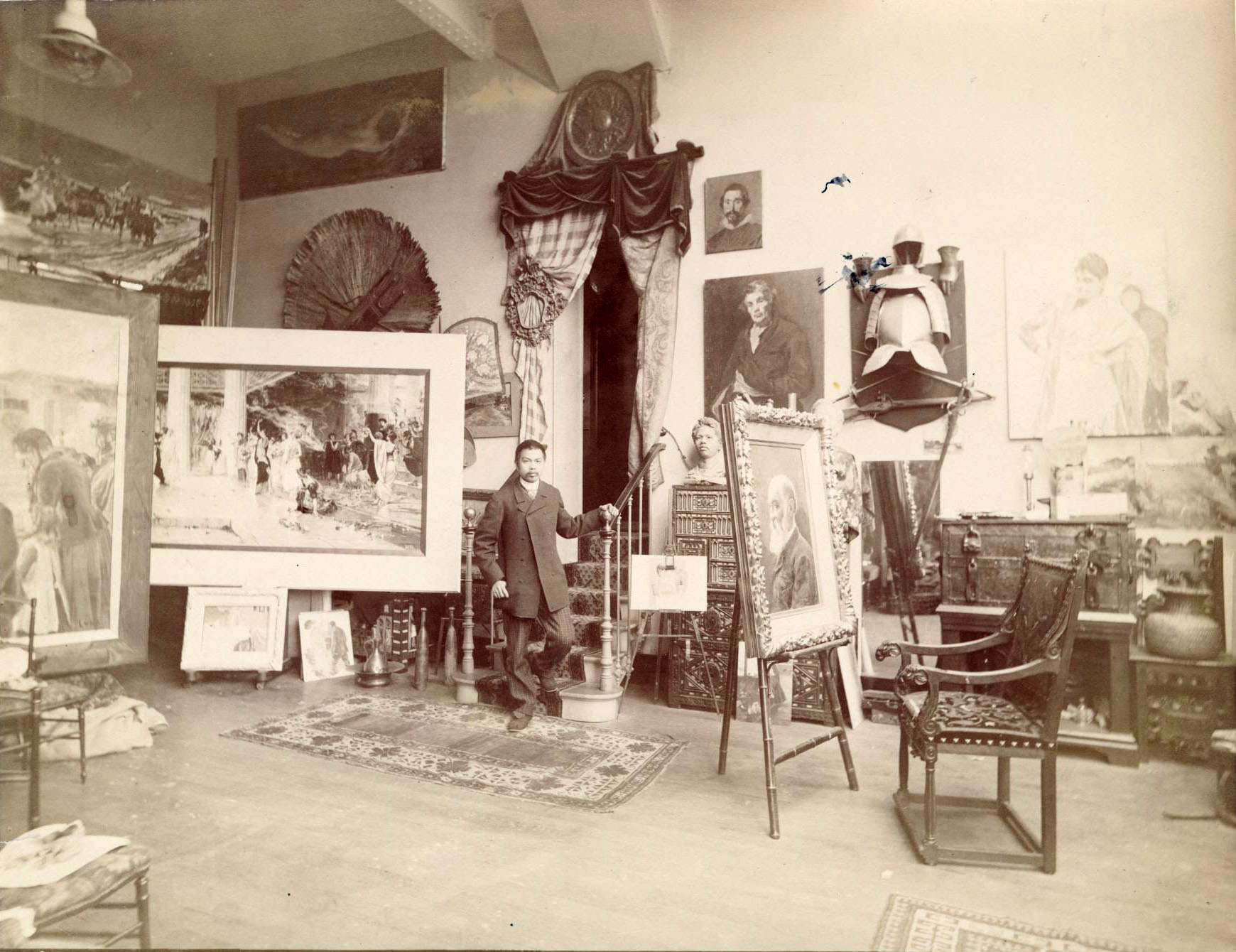
후안 루나 그의 파리 스튜디오에서

후안 루나 노비시오(Juan Luna y Novicio, 1857년 10월 23일 - 1899년 12월 7일)는 필리핀의 근대 화가이자 조각가, 독립운동가이다. 의처증으로 부인과 장모를 살해하였지만, 그의 작품 경향은 낭만주의적인 경향을 띈다. 만년에는 필리핀 개혁운동과 독립운동에 참여하였다. 필리핀의 국민 화가로 추앙받고 있다.

## 생애

### 어린 시절
북 일로코스 주의 바독(Badoc)의 명문가에서 7형제들 중에서 셋째 아들로 태어났다. 그의 집안은 필리핀의 명문 가문인 켈라 가문(Cala family)의 출신이었다. 일찍부터 그는 그림에 대한 재능으로 화가가 될 것이라 기대하는 사람들이 많았고, 그는 마닐라 아카데미에서 저명한 미술학원을 찾아다니며 그림 수업을 받기도 했다.
그는 스페인 신부들에 의해 인트라무로스내에 세워진 아테네오 무니시팔 데 마닐라(Ateneo Municipal de Manila) 대학에서 인문학 학위를 받았으나 화가가 된다.

### 해외 활동
대학 졸업 후 대학원 진학 대신 그림공부를 위해 이탈리아로 유학, 로마에 갔다. 그는 파리에서 마리아 데 라 페즈(Maria de la Paz)와 결혼하였다. 그러나 정신질환을 앓고 있던 그는 의처증으로 1892년 9월 부인 마리아와 마리아의 어머니에게 총기를 난사하여 살해하였다.
그는 1893년 프랑스 대법원에서 최종 유죄를 선고 받았다. 피해자들의 직계 가족들에게 보상을 하라는 판결을 받지만, 그의 살인이 광기에 의한 것이라고 생각한 법원으로부터 큰 처벌을 받지 않고 대신 진료, 보호 처분을 받았다.

### 정치 활동과 최후
1894년에 루나는 다시 필리핀으로 귀국했다. 이때 그린 작품들 중에는 1884년 스페인 마드리드 박람회에서 최고의 상을 수상한 작품이자 그의 가장 유명한 대표작인 “The Spoliarium”이 있는데, “The Spoliarium”은 현재 마닐라 박물관에 전시되어 있다. 그는 호세 리살, 안드레스 보니파시오 등의 필리핀 개혁 운동과 독립운동에 참여했고, 1896년 필리핀으로 돌아온지 2년만에 치안방해 혐의로 필리핀 총독부에 체포, 투옥되었다가 석방됐다.
1898년 미국-스페인 전쟁에서 미국이 스페인을 물리친 후 필리핀 혁명 정부는 파리 회의와 워싱턴 D.C에서 필리핀의 독립을 선포하기 위한 대표자를 파견할 때, 그를 대표단장으로 임명했다. 루나는 1899년 카티푸난의 한 멤버가 동생을 암살하자, 동생의 암살 소식을 듣고 유럽에서 다시 귀국하던 중 홍콩에서 심장질환으로 급작스럽게 사망하였다.

### 사후
그의 작품 경향은 낭만주의적이다. 의처증과 정신 질환으로 아내와 장모를 살해하였으나 훗날 필리핀의 국민화가로 추앙받고 있다.

## 작품

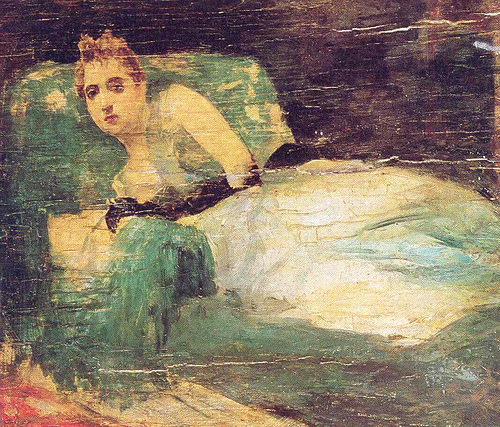
Despues del Baile
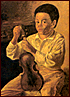
El Violinista
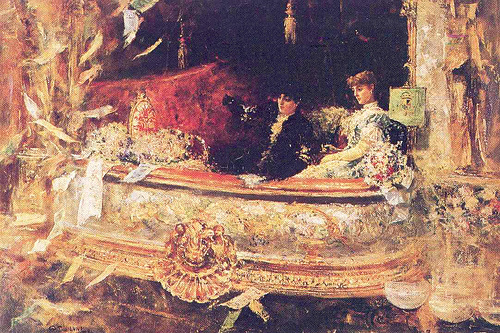
En el Balcon
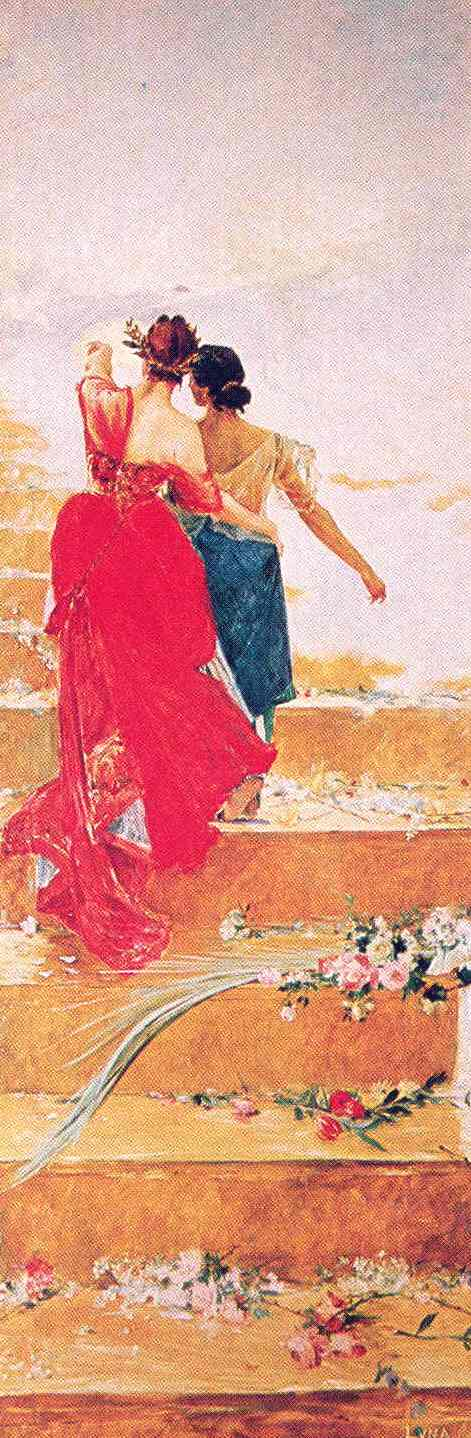
España y Filipinas
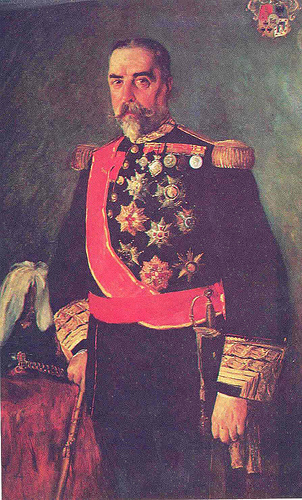
Ramon Blanco y Erenas
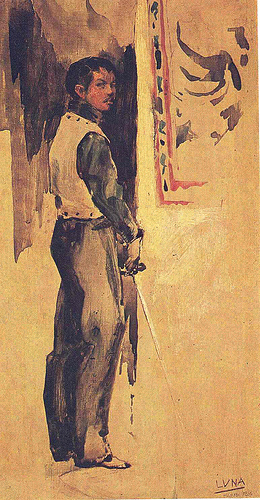
Indio Bravo
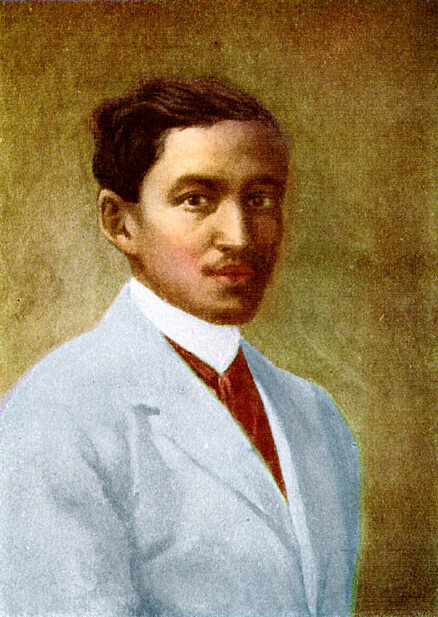
José Rizal
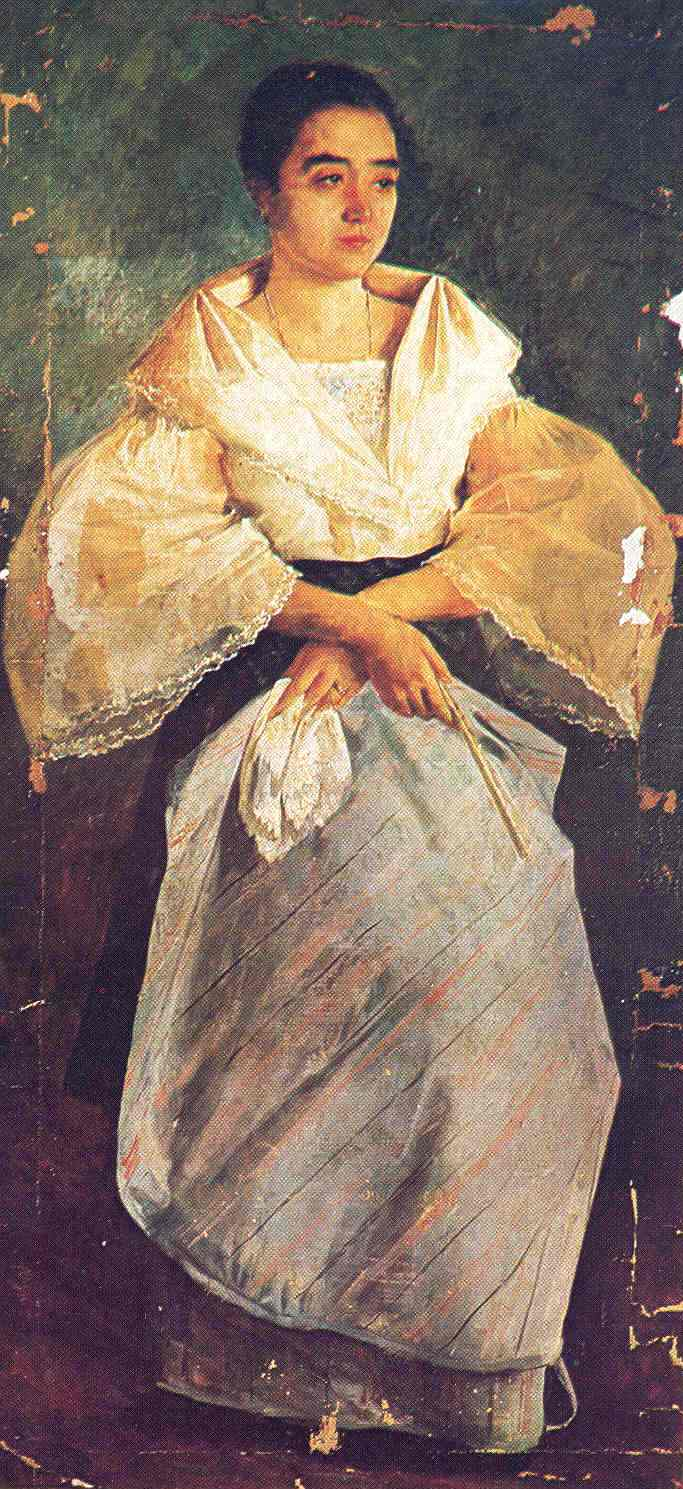
La Bulaq
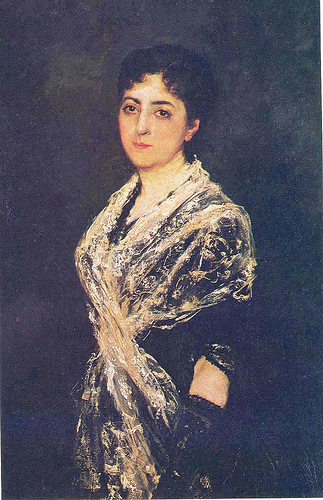
La Marquesa de Monte Olivar
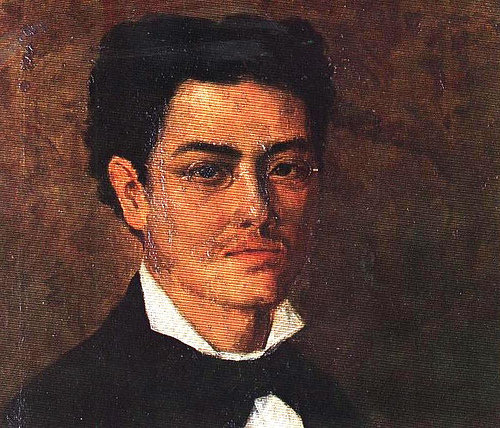
Manuel Luna
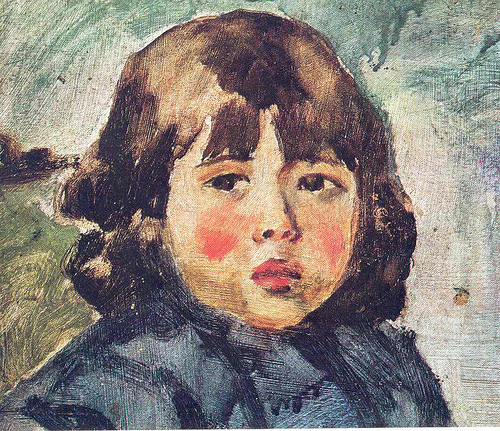
Mi Hijo Andres
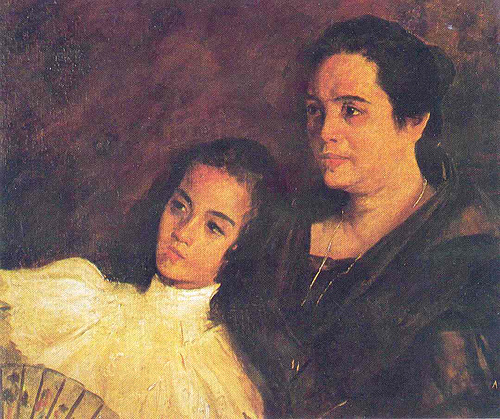
Nena y Tinita
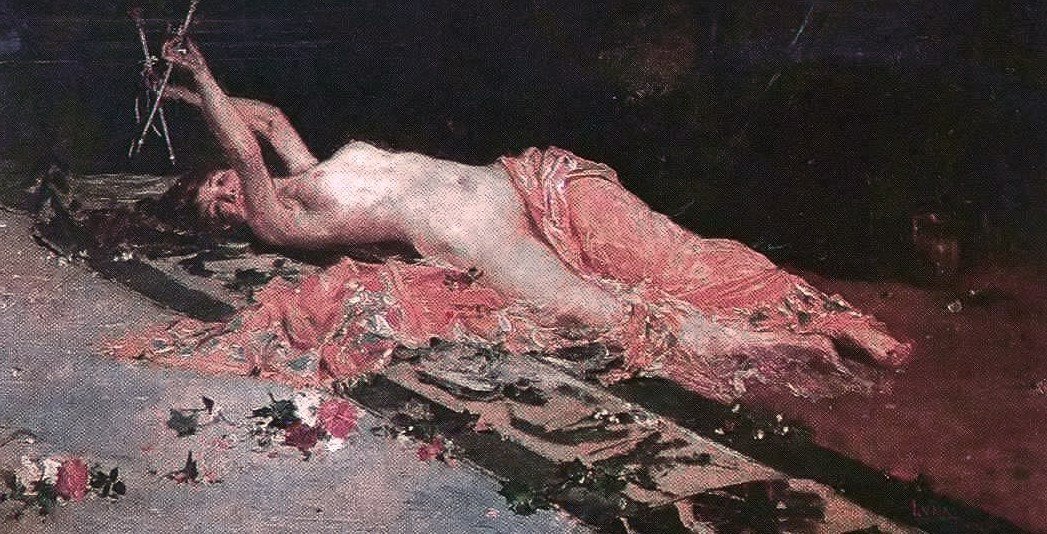
Odalisque
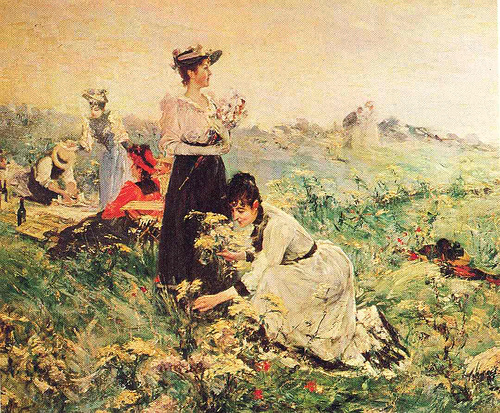
Picnic in Normandy
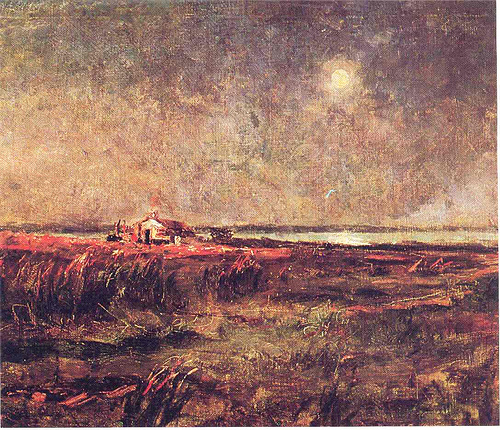
Puesta del Sol
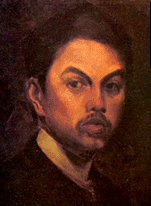
Self portrait
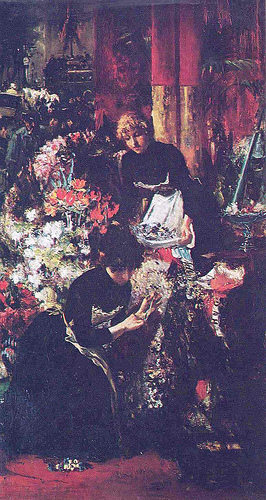
Street Flower Vendor
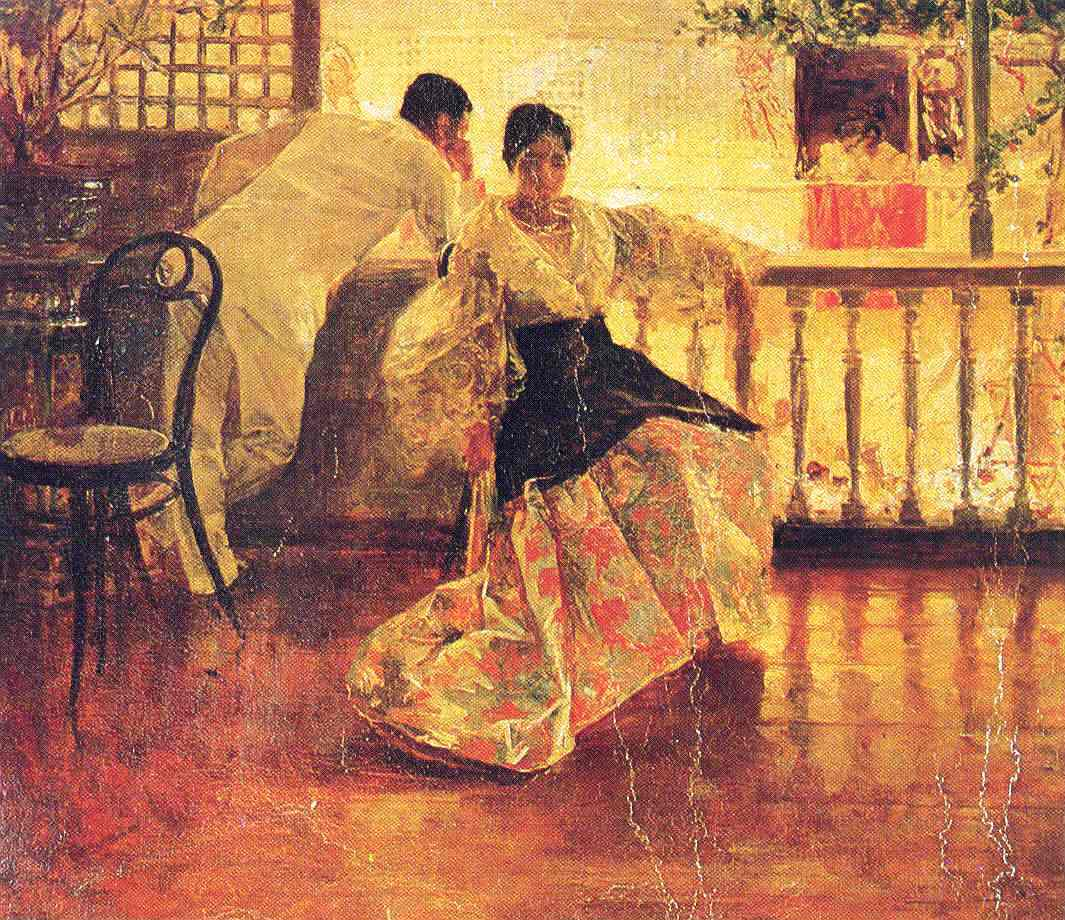
Tampuhan
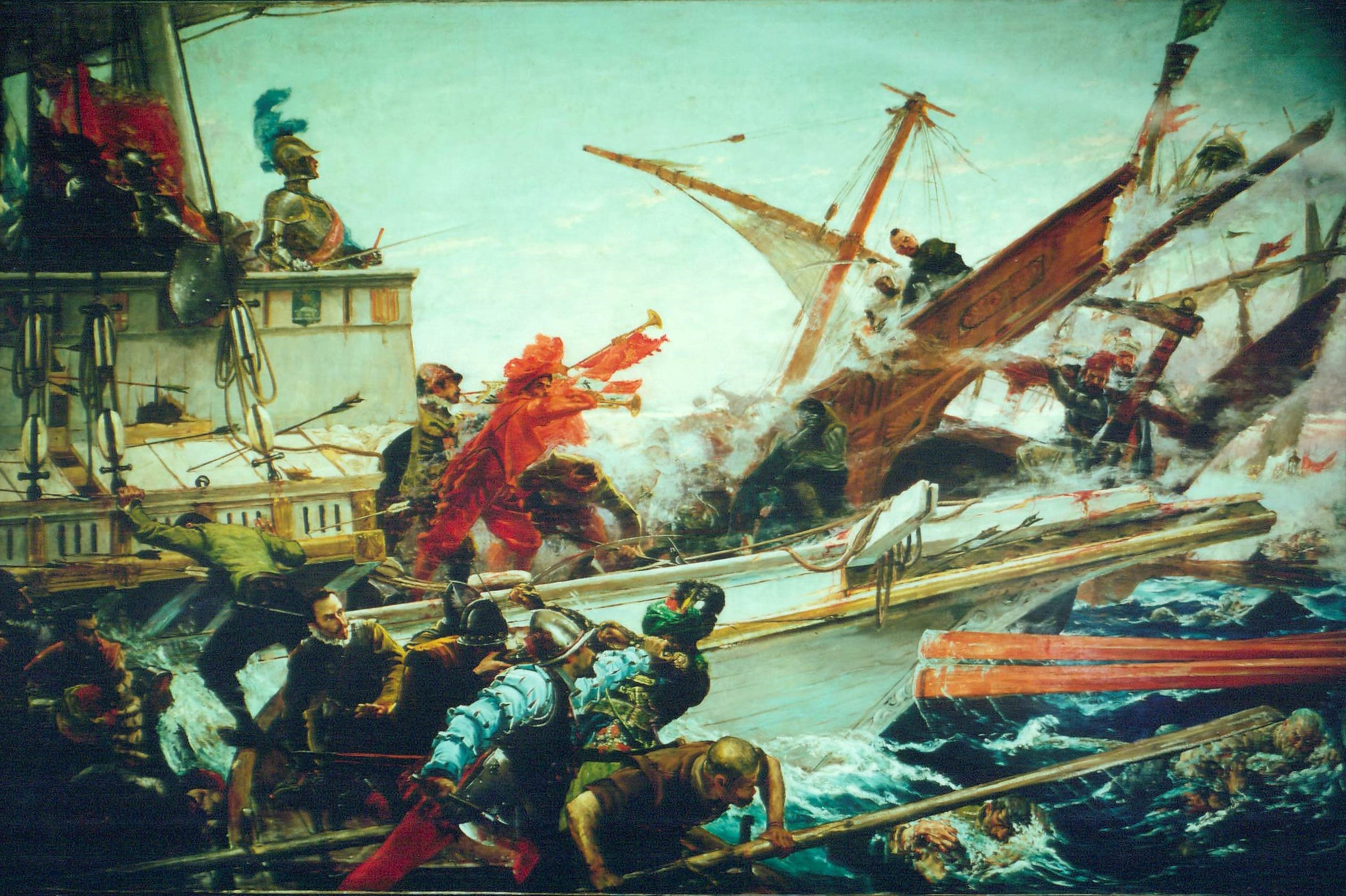
La Batalla de Lepanto
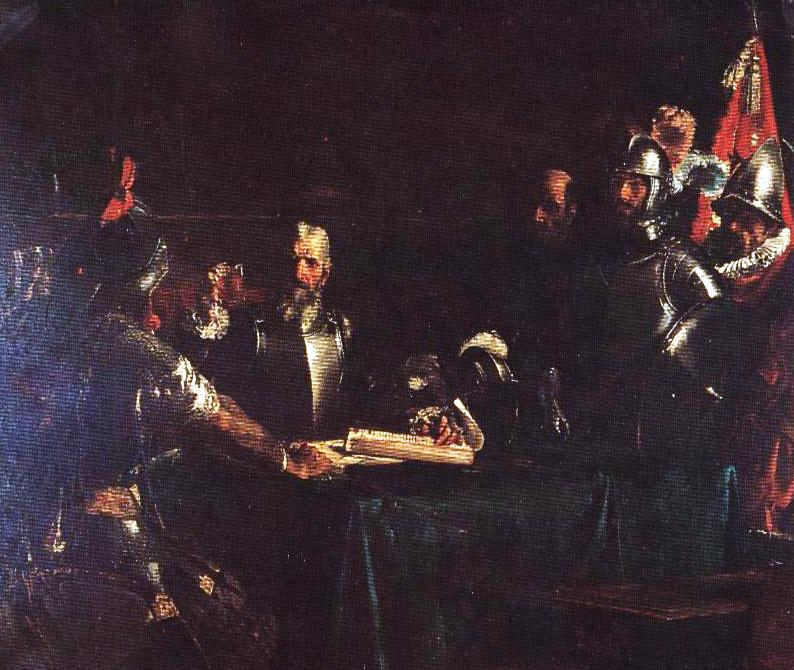
El Pacto de Sangre
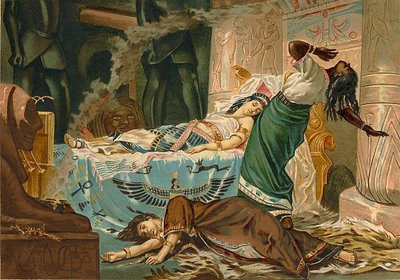
La Muerte de Cleopatra
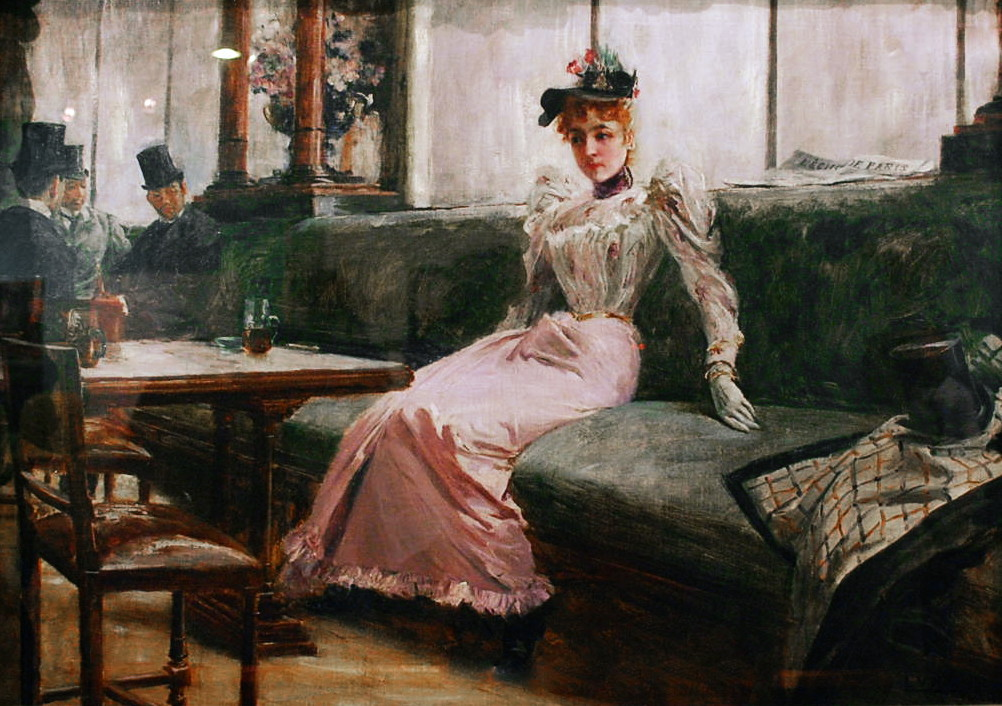
The Parisian Life

## 같이 보기
- 호세 리살
- 에밀리오 아기날도